# متحف التحنيط
متحف التحنيط هو متحف أثري في الأقصر بصعيد مصر. إنه مخصص لفن التحنيط المصري القديم، لأن المصريين القدماء كانوا يؤمنون بأهمية الحفاظ على الجسد بعد الوفاة لضمان الخلود في العالم الآخر، لذا كان التحنيط عنصرًا أساسيًا في الممارسات الجنائزية للمصريين القدماء، وكان يشرف عليه رمزيًا المعبود أنوبيس.

## الموقع
يقع متحف التحنيط في الأقصر على كورنيش النيل شمال معبد الأقصر، ويهدف هذا المتحف إلى إبراز تقنيات فن التحنيط الفرعوني القديم التي طبقها قدماء المصريين على العديد من المخلوقات وليس على البشر فقط، حيث تعرض في هذا المتحف الفريد مومياوات لقطط وأسماك وتماسيح، كما يمكننا أيضا معرفة الوسائل التي كانت تستخدم في تلك العملية. وقد قام بافتتاح هذا المتحف الرئيس محمد حسني مبارك سنة 1997.

## أقسام ومكونات المتحف
يشغل المتحف مساحة حوالي 2035 متراً مربعاً ويحتوي على الأقسام الآتية:
- قاعة العرض: التي تضم بدورها قسمين:

1. الأول: وهو الطريق المنحدر حيث توجد عشر لوحات معلقة تبين تفاصيل طقوس الموكب الجنائزي والإجراءات التي تتبع من الموت وحتى الدفن من واقع بردي آني وهوـ نفر المعروضتين في المتحف البريطاني.
2. الثاني: ويبدأ في نهاية الطريق المنحدر وتعرض فيه أكثر من ستين قطعة في 19 نافذة عرض زجاجية.

- قاعة محاضرات.
- غرفة الفيديو.
- مكتبة زكي إسكندر، وقد أهدتها عائلته للمتحف.
- كافتيريا.[3]

## معروضات المتحف
تتمحور معروضات متحف التحنيط حول 11 موضوعاً أساسياً هي:
- آلهة مصر القديمة
- مواد التحنيط
- المواد العضوية
- سوائل التحنيط
- الوسائل المستعملة في عملية التحنيط
- أوانٍ كانوبية لحفظ الأحشاء الداخلية للمتوفى، وكانت تتخذ شكل أبناء حورس الأربعة وهم «إمست» و«حابي» و«دواموتف» و«قبح سنوف».
- الأوشبتي
- تمائم
- تابوت بادي آمون
- مومياء ماسحرتى (ابن الملك باـ نجم الأول، والذي كان كبيراً لكهنة آمون وقائداً للجيش) وهي المومياء البشرية الوحيدة في المتحف.
- حيوانات محنطة

## وصلات خارجية
- متحف التحنيط بالأقصر غموض يغلفه السحر نسخة محفوظة 9 ديسمبر 2007 على موقع واي باك مشين.
- The Mummification Museum in Luxor